# Steven Furtick
Steven Furtick Jr. (nacido, el 19 de febrero de 1980) es un pastor bautista, compositor y autor de libros. Como fundador y pastor principal, ha ayudado a que la Iglesia Elevation de múltiples sitios se convierta en un ministerio global a través de la transmisión en línea, la televisión y la música de Elevation Worship. Tiene una maestría en divinidad del Southern Baptist Theological Seminary y es el autor de Crash the Chatterbox, Greater, Sun Stand Still, (Un) Qualified y Seven-Mile Miracle. El pastor Steven y Holly viven en Charlotte, Carolina del Norte con sus dos hijos: Elijah y Graham, y su hija, Abbey. Ha recibido numerosas críticas por su estilo en la prédica, el cual es considerado por muchos parte del movimiento del Evangelio de la prosperidad, el cual promulga un evangelio contrario a las enseñanzas bíblicas.

## Primeros años
Furtick nació y se crio en Moncks Corner, Carolina del Sur, y asistió a Berkeley High School. A la edad de 16 años, después de leer el libro Fresh Wind, Fresh Fire de Jim Cymbala, "se sintió llamado a pastorear una iglesia en una ciudad importante". Estudió en la Universidad de North Greenville en comunicación y obtuvo una Licenciatura en Artes, luego estudió en el Seminario Teológico Bautista del Sur y obtuvo una Maestría en Divinidad.
En 2004, Furtick se desempeñó como líder de alabanza en la iglesia Christ Covenant en Shelby (Carolina del Norte). En 2006, se mudó a Charlotte, Carolina del Norte y fundó Elevation Church con siete familias y la suya propia. La iglesia tuvo su primer servicio el 5 de febrero de 2006.

## Crecimiento de la iglesia
Furtick ha visto crecer a la iglesia a más de 20,000 en asistencia regular, reuniéndose actualmente en 17 lugares diferentes, el más reciente en Charlotte, Carolina del Norte. La revista Outreach citó a Elevation como una de las 100 iglesias con mayor crecimiento en el país cada año desde el 2007.

## Carrera de hablar en público
Además del ministerio local de Furtick, se ha convertido en un orador invitado en los Estados Unidos e internacionalmente, incluso hablo en eventos como la Cumbre de Liderazgo Global 2011 de la Asociación de Willow Creek organizada por Bill Hybels, Conferencia C3 2012, organizada por Ed Young Jr., Hillsong Conference 2012 organizada por Brian Houston y Presence Conference 2012 y 2013 organizada por Phil Pringle. Furtick también participó en The Elephant Room 1 y 2 organizada por James MacDonald junto con otros oradores como Mark Driscoll, T.D. Jakes, Wayne Cordeiro y Jack Graham. Steven recientemente ha sido un orador principal en la Conferencia de Hillsong 2014, la Reunión del Campamento Dominion 2015 en Columbus, Ohio organizada por el Pastor Rod Parsley, la Conferencia Europea de Hillsong 2016 en Londres, y volverá como orador clave en la Reunión del Campamento Dominion 2017 en Iglesia de la cosecha mundial. Furtick fue incluido en la lista SuperSoul100 de visionarios y líderes influyentes de Oprah en 2016.
En 2017, dos de sus libros llegaron a la lista de los más vendidos del New York Times.

## Proyección social
En el 2008, Furtick llegó a los titulares cuando su iglesia entregó $ 40,000 a los miembros en sobres con $ 5, $ 20, incluso $ 1,000, y les dijo que los gastaran amablemente en los demás.
Bajo el liderazgo de Furtick, Elevation Church ha otorgado más de $ 100 millones a socios locales y globales desde 2006. En 2011, se estableció una asociación con el alcalde de Charlotte Anthony Foxx para dar 100,000 horas y $ 750,000 para servir a las personas de Charlotte en "The Orange Initiative".
Desde 2010, Furtick ha organizado una reunión de una semana de duración en febrero en la Iglesia Elevation llamada "Semana del Amor". Durante la "Semana del amor" de la iglesia de 2010, miles de miembros de Elevation empacaron más de 10,000 sándwiches para personas sin hogar, ayudaron a las madres solteras a reparar sus autos, donaron sangre, limpiaron parques y calles, construyeron un campo de fútbol para los ministerios locales y renovaron edificios. En 2011, Furtick dirigió a Elevation y a más de 25 iglesias locales para que prestaran servicio durante más de 34,000 horas en una sola semana. En 2012, Elevation se asoció con 31 iglesias locales para servir a 62 organizaciones de extensión por un total de 50,340 horas alrededor de la ciudad de Charlotte, Carolina del Norte. Más de 4,800 voluntarios de la iglesia de Furtick y otras iglesias locales sirvieron en más de 400 eventos, construyendo casas, almacenando despensas de alimentos, alimentar a los hambrientos y sin hogar, y celebrar un baile de graduación para ancianos residentes de hogares de ancianos. Furtick y Elevation Church también se asociaron con Presbyterian Hospital-Matthews para donar $ 80,000 ayuda para financiar mejoras y la expansión en una clínica local gratuita.
En honor al lanzamiento de su nuevo libro, Greater, Furtick regaló más de 2,200 bolsas llenas de útiles escolares, una bolsa por cada libro vendido. Las mochilas se distribuyeron en los Estados Unidos y en los Estados Unidos. Cientos más se enviaron a la región del Golfo a raíz del huracán Isaac.
En el 2012, en respuesta a la necesidad de 1,000 mentores para estudiantes en las escuelas del área de Charlotte, Furtick lanzó un programa de extensión en la Iglesia de Elevation llamado Iniciativa M1. Furtick, que busca llenar el vacío de 1,000 mentores necesarios únicamente con miembros de Elevation, dijo: "Siempre hemos dicho que queremos ser una bendición para nuestra ciudad y apoyar a nuestros líderes con una fuerza de voluntarios con la que pueden contar". Más de 1,600 miembros respondieron y se comprometieron a guiar a un niño para el año escolar 2012-2013. El programa de extensión escolar fue criticado en los medios locales LGBT.

## Vida personal
Furtick y su esposa, Holly (née Boitnott), tienen tres hijos: Elijah, Graham y Abbey.
En el 2013, Furtick y su esposa construyeron una casa grande (8,400 pies cuadrados, con calefacción, 16,000 pies cuadrados totales) en 19 acres de tierra en Waxhaw, NC, un suburbio de Charlotte en el condado de Unión. La vivienda está valorada en $ 1.78 millones. Furtick ha declarado que su casa fue pagada con dinero de sus ventas de libros y avances de editores, en lugar de su salario de Elevation Church. La Iglesia se ha negado a responder preguntas sobre el salario de Furtick, su asignación de vivienda libre de impuestos, cuánto gana con los libros y las tarifas de oratoria, y Elevation solo dice que Furtick es generoso con la iglesia con el dinero que recibe al escribir libros, arregla para la iglesia compró sus libros directamente del editor con el descuento del autor y no pagó las ventas, y el editor le paga a la iglesia para producir materiales de marketing para promocionar los libros de Furtick. Elevation ha confirmado que el salario de Furtick lo establece una Junta de Supervisores compuesta por otros pastores de la mega iglesia, que votan por su salario en base a un estudio de compensación realizado por una empresa externa, y que Furtick no vota por su propio salario. En respuesta al informe de noticias, antes de su sermón el fin de semana del 27 de octubre de 2013, Furtick se dirigió directamente a la congregación y dijo que lamentaba que la casa y las preguntas que los rodeaban les causaran conversaciones difíciles con compañeros de trabajo, amigos y vecinos.